# Ria Scarphout
Ria Scarphout (Uitkerke, 31 januari 1930 - Brugge, 14 december 2008), pseudoniem van Arlette Paepe, was een Belgisch dichteres en schrijfster van novellen en romans. Dit pseudoniem werd later als haar wettelijke naam gelegaliseerd. Zij schreef ook onder het pseudoniem Ria Celli.

## Levensloop
Arlette Paepe volgde de humaniora in Gent. Vervolgens studeerde ze aan het Instituut voor Journalisten en aan het Koninklijk Muziekconservatorium, beiden in Brussel.
In 1954 werd zij bediende bij de vliegtuigmaatschappij KLM in Brussel. In 1958 werd ze als dichteres bekroond op de Jong-Nederlandse Literaire Dagen in Landegem, hetgeen haar deed besluiten een literaire carrière te kiezen. Ze debuteerde met gedichten, novellen en romans.
In 1960 leerde ze de letterkundige Jan Vercammen kennen en werd zijn levenspartner. Hun verhouding duurde tot hij er, tot haar groot verdriet en woede, in 1984 een einde aan maakte.
Ze werd journaliste bij de Werelduitzendingen van de BRT (1962-1969). Ze werd lerares dictie en voordrachtkunst aan de stedelijke academie, achtereenvolgens in Aalst (1965-1968), Anderlecht (1968-1969) en Menen (1963). Vanaf 1968 en tot 1990 was ze lerares in het Stedelijk Muziekconservatorium van Brugge.
In 1962 componeerde Herman Roelstraete twee suites op zeven gedichten uit haar dichtbundel Gordel en sluiter. In 1967 begon zij bij de Brugse uitgeverij Verbeke-Loys met een literaire reeks “Miniboekjes”, die later werd overgenomen door uitgeverij Orion. In 1971 richtte zij de beweging Jeugd en Woord op, naar het voorbeeld van Jeugd en Muziek. In 1974 werd ze lid van de raad van bestuur van de Vereniging van West-Vlaamse schrijvers. In 1977-79 werden haar bloemlezingen Prosit Proza Poëzie verwerkt tot tweemaal vier langspeelplaten met teksten van Zuid-Nederlandse schrijvers en ingesproken door Ria Scarphout en Paul Codde. Gedichten van haar werden vertaald in het Duits, Frans en Servo-Kroatisch.

## Publicaties
- Boven de tuinen, poëzie, Gent, De Hoorn, 1959.
- Gordel en sluiter, poëzie, Antwerpen, Diogenes, 1962.
- De blauwe tram, in: Nieuwe Stemmen, 1962.
- Twee blauwe soldaatjes, jeugdliteratuur, Borgerhout-Antwerpen, Fonteintje, 1965.
- De marsmannetjes, jeugdliteratuur, Hasselt, Heideland-Orbis, 1966.
- De clown en de geisha en andere verhalen, verhalen, Sint Andries (Brugge) Verbeke-Loys & Oostburg, W.J. Pieters, 1967.
- Het station, roman, Brussel, Uitgeverij Het Spoor, 1967.
- De drempeltrein, novelle, Brussel, Uitgeverij Het Spoor, 1968.
- Dag, Bietel, jeugdverhaal, Hasselt, Heideland-Orbis, 1971.
- Jeanne Vande Putte – Kersebloesem in het voorjaar, monografie, VWS-cahiers nr 3, 1972.
- Prosit, proza, poëzie, Deel I, bloemlezing van Vlaamse auteurs, samengesteld door Ria Scarphout, Brugge, Desclée de Brouwer, 1974.
- Prosit, proza, poëzie, Deel II, bloemlezing van Vlaamse auteurs, samengesteld door Ria Scarphout, Brugge, Desclée de Brouwer, 1977.
- Potdommetje, verhalen, Hilversum/Hulsthout, Uitgeverij De Koofschep, 1987.
- Geologische gedichten, poëzie, Hilversum/Hulsthout, Uitgeverij De Koofschep, 1988.

## Bekroningen
- 1960: Prijs van de provincie West-Vlaanderen voor Poëzie voor Gordel en Sluier.
- 1961: de Aragonia-prijs voor haar novelle De clown en de geisha.
- 1962: Prijs van het tijdschrift Nieuwe Stemmen, voor de novelle De blauwe tram.
- 1967: Prijs van de directeur-generaal van de NMBS voor Het station.
- 1968: Prijs van de directeur-generaal van de NMBS voor De Drempeltrein.